# دوري كرة القدم الأمريكية 1979
دوري كرة القدم الأمريكية 1979 هو موسم من دوري كرة القدم الأمريكية ‏. فاز فيه ساكرامنتو غولد ‏.